# Adenosín difosfato
El adenosín difosfato ( ADP ) es un nucleótido difosfato, es decir, un compuesto químico formado por un nucleósido y dos radicales fosfato unidos entre sí. En este caso el nucleósido lo componen una base púrica, la adenina, y un azúcar del tipo pentosa que es la ribosa.
Se puede considerar como la parte sin fosforilar del ATP. Se produce ADP cuando hay alguna descarboxilación en algunos de los compuestos de la glucólisis en el ciclo de Krebs.
El ADP es almacenado en los densos gránulos de las plaquetas, y es movilizado por la activación plaquetaria. El ADP interactúa con la familia de los receptores ADP que se encuentran en las plaquetas (P2Y1, P2Y12 y P2X1), dirigiendo más activación de plaquetas. El ADP en la sangre es convertido en adenosina por la acción de ecto-ADPasas, y así inhibiendo más activación plaquetaría vía receptor de adenosina. La droga antiplaquetaria Plavix (clopidogrel) inhibe al receptor P2Y12.